# Conférence de Bali de 2007 sur les changements climatiques
Pour les articles homonymes, voir COP 13.

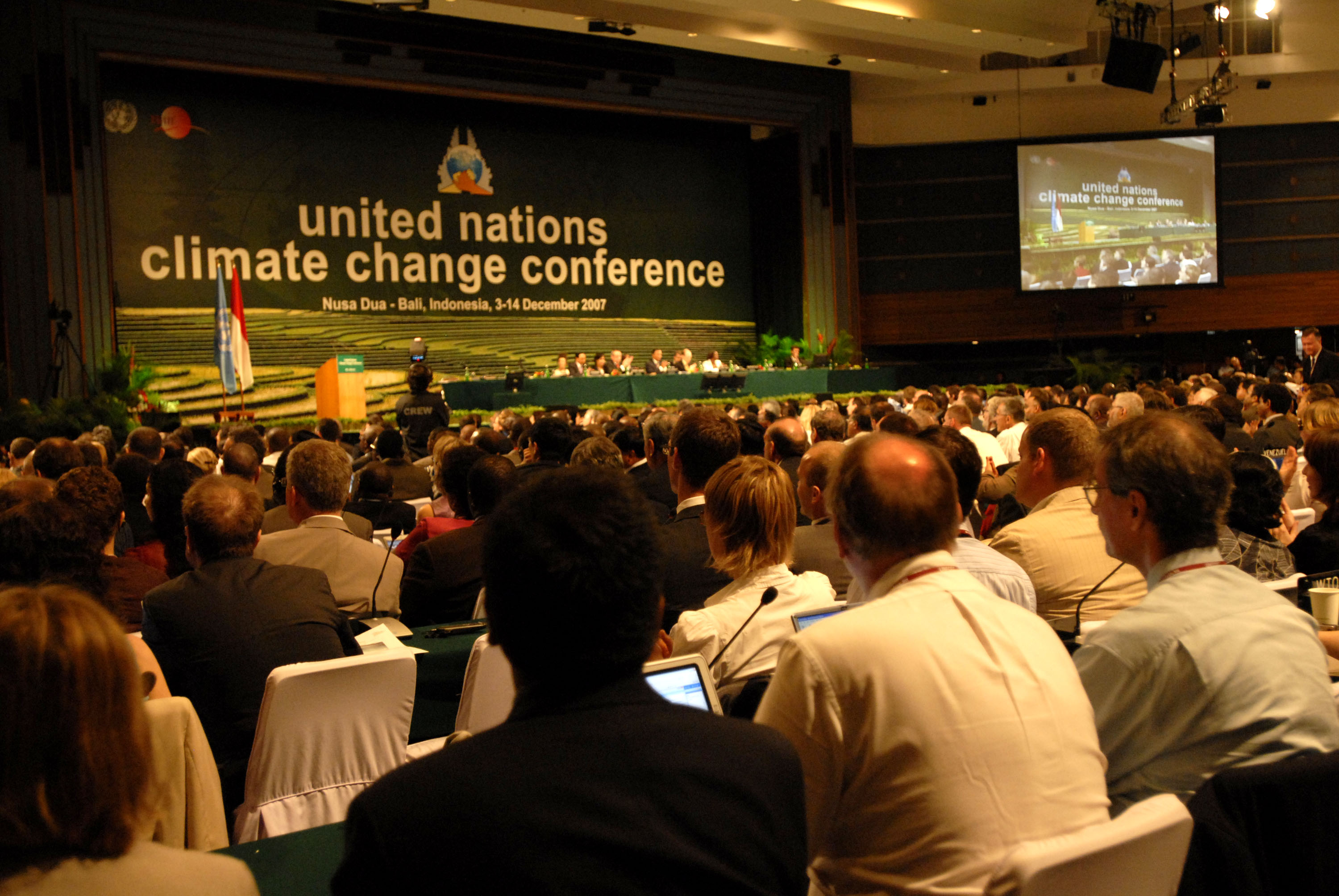
Conférence de Bali

La conférence de Bali est la 13e conférence des parties sur le changement climatique. 
La conférence s'est tenue du 3 au 14 décembre 2007 en réunissant près de 189 États signataires de la Convention-cadre des Nations unies sur les changements climatiques (CCNUCC), en vigueur depuis 1994. 
Le protocole de Kyoto (décembre 1997) est un additif à cette convention, qui engage les principaux pays développés à réduire de 5,2 % par rapport à 1990 leurs émissions de gaz à effet de serre sur la période 2008-2012. 
À Bali, l’enjeu était d’établir un calendrier de négociations entre les membres afin de prendre le relais du protocole de Kyoto, qui arrive à échéance en 2012. La conclusion d’un accord succédant au protocole de Kyoto devait se réaliser au plus tard en décembre 2009, lors de la conférence de Copenhague, laquelle n'a pas abouti à un accord unanime.
La conférence de Bali a dégagé la "feuille de route de Bali" adoptée le 15 décembre.

## Objectifs
La conférence de Bali établie en 2007 a principalement trois objectifs : 
- l'élaboration d'un calendrier de négociations
- lancement de négociations sur un éventuel protocole sur les changements climatiques
- détermination d'une date limite pour la conclusion des négociations